# Піанепсії
Піане́псії (грец. Πυανέψια) — осіннє свято на честь Аполлона. Під час цього свята приносили в жертву Аполлонові гілки з маслинових дерев, обмотані вовною. У пізнішу добу на піанепсіях віддавали шану Тесееві й Афіні як покровительці вирощування маслин.